# 1506 en littérature
| Années de la littérature : 1503 - 1504 - 1505 - 1506 - 1507 - 1508 - 1509    |
| Décennies de la littérature : 1470 - 1480 - 1490 - 1500 - 1510 - 1520 - 1530 |

Cet article présente les faits marquants de l'année 1506 en littérature.

## Événements
- 1506-1509 : Érasme réside en Italie et enseigne la théologie à Turin[1].

- Le converso portugais Salomon Ibn Verga (de) émigre en Italie. Il écrit à Rome Shevet Yehouda (en), qui raconte l’histoire des Juifs, publié après sa mort en 1554[2]. Il rejette l’idée que la volonté divine serait le facteur déterminant de l’histoire[3].

## Décès
- Alessandra Scala, humaniste italienne, né en 1475.